# Alice de Bourbon-Parma
Alice de Bourbon-Parma (Viena, 13 de novembro de 1917 – Madrid, 28 de março de 2017) foi uma Princesa de Parma por nascimento, e Infanta de Espanha e Princesa das Duas Sicílias pelo casamento.

## Biografia
Alice foi filha de Elias, Duque de Parma e da arquiduquesa Ana Maria da Áustria. É neta, por via paterna, de Roberto I Duque de Parma e da princesa Maria Pia das Duas Sicílias (filha do rei Fernando II das Duas Sicílias). Por via materna, ela é neta do arquiduque Frederico, Duque de Teschen e da princesa Isabel de Croy. A sua mãe, a arquiduquesa Ana Maria da Áustria era sobrinha de Maria Cristina da Áustria, a esposa do rei Afonso XII da Espanha.
Com a morte, em 1994, a sua irmã Maria tornou-se a principal representante dos antigos reis de Navarra e do rei David I da Escócia, entre outros. Da mesma forma está relacionada com a maioria das casas reais, e é uma descendente direta dos Reis Católicos, entre outros.

## Casamento e Descendência
Alice casou em 16 abril de 1936 em Viena com o infante Afonso, Duque de Calábria, filho de príncipe Carlos de Bourbon-Duas Sicilias, e da infanta Mercedes da Espanha, Princesa das Astúrias, filha de Afonso XII de Espanha. Logo após o seu casamento, Alice tornou-se infanta da Espanha, O casal teve três filhos:
- Teresa de Bourbon-Duas Sicílias, casada com Iñigo Moreno Arteaga, 12.º Marquês de Laulan. Com descendência.
- Carlos, Duque de Calábria. Infante de Espanha, Príncipe das Duas Sicílias.
- Inês Maria de Bourbon-Duas Sicílias, casada com Luis Morales y Aguado. Em 1978, o casal divorciou-se. Com descendência.

## Títulos
- 13 de novembro de 1917 – 16 abril de 1936: Sua Alteza Real, a Princesa Alice de Parma
- 16 abril de 1936 – 1960: Sua Alteza Real, a Infanta Alice da Espanha, Princesa das Duas Sicílias, Princesa de Parma
- 7 de janeiro de 1960 – 3 de fevereiro de 1964: Sua Alteza Real, a Infanta Alice da Espanha, Princesa das Duas Sicílias, Princesa de Parma, Duquesa da Calábria, Condessa de Caserta
- 3 de fevereiro de 1964 – 28 de março de 2017: Sua Alteza Real, a Infanta Alice da Espanha, Princesa das Duas Sicílias, Princesa de Parma, Duquesa-viúva da Calabria, Condessa-viúva de Caserta